# Ostra (Italia)
Ostra es una localidad y comune italiana de la provincia de Ancona, región de las Marcas, con 6718 habitantes.

## Evolución demográfica
| Gráfica de evolución demográfica de Ostra entre 1861 y 2011 |
|                                                             |
| Fuente ISTAT - elaboración gráfica de Wikipedia             |